# ボゼ
ボゼは、鹿児島県トカラ列島の悪石島に伝わる来訪神行事である。奇祭として知られている。

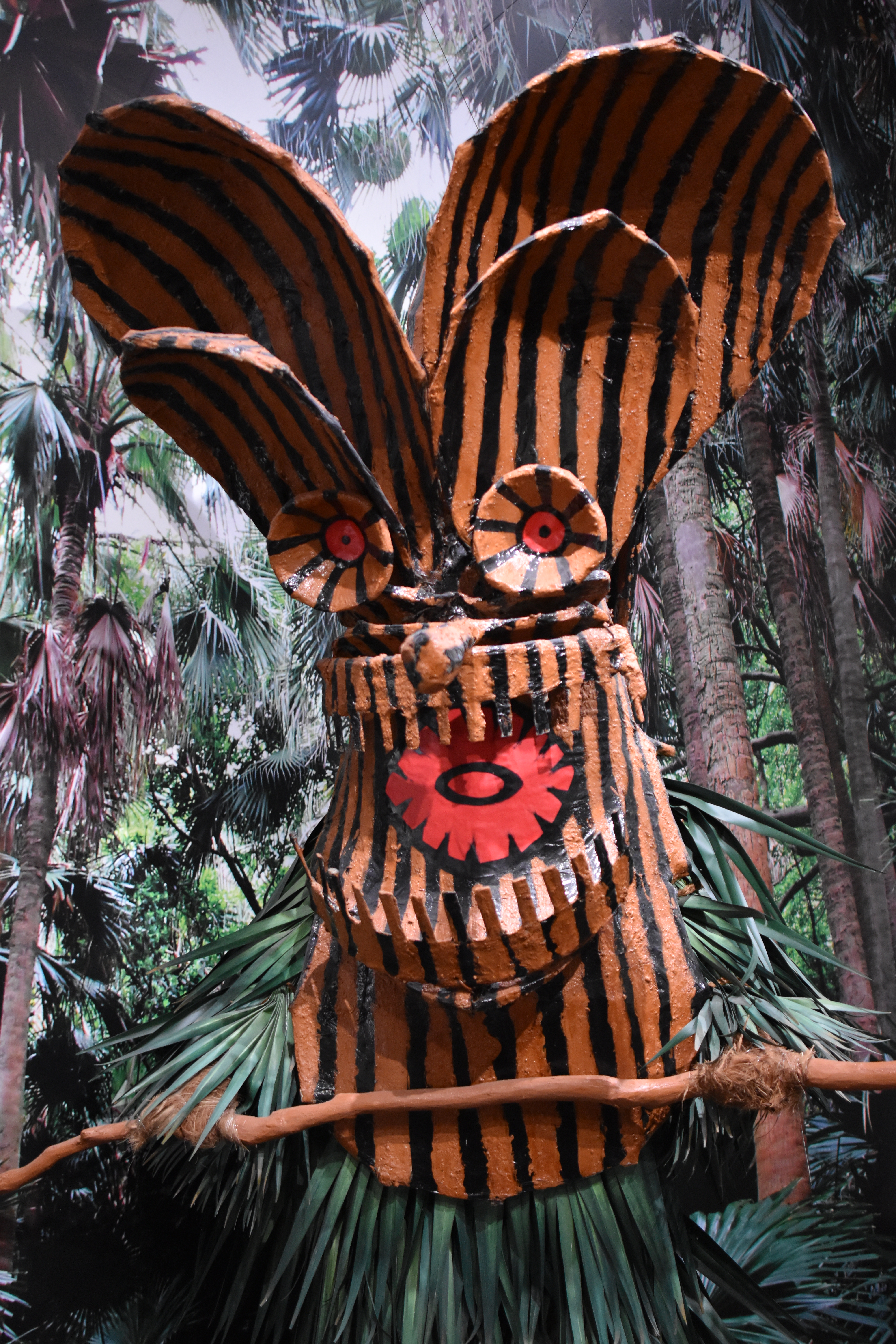
鹿児島県立博物館のボゼの展示。

## 概要
ボゼは盆の終わりに現れるとされる仮面装束で、その出現理由には諸説あるが、盆行事の幕を引くことで、人々を死霊臭の漂う盆から新たな生の世界へ蘇らせる役目を持つと指摘する研究者もいる。また、盆時期には先祖の霊とともに悪霊も現世にやって来るので、その悪霊を追い払うものとする説もある。
かつてはトカラ列島の中之島にもボゼが現れたというが、現在ではボゼ祭りの風習は悪石島にだけ伝わっている。

## 行事
盆の最終日翌日にあたる旧暦7月16日に、若者が赤土と墨で塗られた異形の面を被り、ビロウの葉の腰蓑を巻き、手首や足にシュロの皮をあててボゼに扮し、手には男根を模したボゼマラという長い棒を持つ。日本には他に男性器状の物を持つ祭りとして、奈良県飛鳥座神社の「恩田祭り」や茨城県の「平三坊」がある。
午後に島内の聖地とされるテラ（墓地に隣接する広場）を出発した3体のボゼは、島の古老の呼び出しと太鼓の音に導かれ、島民が盆踊りに集まっている公民館の前の広場を訪れる。主に女子供を追い回し、子供達は異様な姿に悲鳴をあげて逃げ惑い、辺りは笑い声と叫び声につつまれ騒然となる。あまりの恐怖に泣き出す子供すらいることもある。ボゼはボゼマラを持ったまま人々に迫り、その先端についた赤い泥水を擦りつける。こうすることで悪霊祓いの利益があり、女性は子宝に恵まれるという。
こうした騒ぎが10～15分続いた後、太鼓の音が六調のリズムに変わると、ボゼが広場の中央に集まり踊り始める。そして再度の太鼓の合図で再びボゼたちは子供たちを追い回しながら、その場を走り去る。
ボゼがテラへと戻って来た後、顔を覆っていた面はそこで跡形もなく壊される。一方で残された公民館では、悪霊を祓われた人々が安堵と笑いに満ち、酒や料理を楽しみながら夜が更けてゆく。

## 文化財指定
1989年（平成元年）3月22日に、指定名称十島村悪石島の盆踊りとして、鹿児島県の無形民俗文化財に指定された。
2017年（平成29年）3月3日には、悪石島のボゼ（あくせきじまのボゼ）として国の重要無形民俗文化財に指定された。また2018年（平成30年）11月29日に、10件の来訪神行事からなる「来訪神：仮面・仮装の神々」のひとつとして、国連教育科学文化機関(UNESCO)の無形文化遺産への登録（代表一覧表記載）が決定した。